# Вальставе
Вальставе (нім. Wallstawe) — громада в Німеччині, розташована в землі Саксонія-Ангальт. Входить до складу району Зальцведель. Складова частина об'єднання громад Бетцендорф-Дісдорф.
Площа — 44,09 км2. Населення становить 886 ос. (станом на 31 грудня 2021).